# L'Illustre Client
L'Illustre Client (The Adventure of the Illustrious Client en version originale), est l'une des cinquante-six nouvelles d'Arthur Conan Doyle mettant en scène le détective Sherlock Holmes. Elle est parue pour la première fois le 8 novembre 1924 dans la revue américaine Collier's Weekly, avant d'être regroupée avec d'autres nouvelles dans le recueil Les Archives de Sherlock Holmes (The Case-Book of Sherlock Holmes).

## Résumé

### Mystère initial
Le Docteur Watson raconte, avec l'autorisation de Sherlock Holmes, une aventure survenue de nombreuses années plus tôt.
Le 3 septembre 1902, Holmes et Watson sont aux bains turcs lorsque le détective montre à son ami un message qu'il a reçu de la part de Sir James Damery, un gentleman réputé au sein de la bonne société londonienne. Celui-ci demande au détective de bien vouloir le recevoir le lendemain. Holmes propose à Watson de venir au rendez-vous.
Au 221B Baker Street, Sir James Damery explique à Holmes que l'affaire pour laquelle il le sollicite concerne le baron Adelbert Gruner, un homme violent et dangereux, jouant de son charisme pour collectionner les conquêtes féminines. Holmes connaît la réputation de ce criminel d'origine autrichienne, qu'il soupçonne notamment d'avoir tué sa femme par le passé en faisant passer son meurtre pour un accident. Sir James explique que le baron Gruner va prochainement se marier avec Violet de Merville, la fille du général de Merville. Violet est une jeune femme riche, belle et profondément éprise du baron, celui-ci étant parvenu à la convaincre que sa réputation sulfureuse n'avait aucun fondement. Aucun argument ne parvient donc à remettre en cause la volonté de Violet de Merville de se marier au baron malgré le danger que cet homme représente pour elle. La mission du détective est de parvenir à empêcher cette union qui doit être célébrée le mois suivant, en démontrant à la jeune femme la réelle nature de son futur époux.
Sir James explique également qu'il ne sollicite pas lui-même Sherlock Holmes dans cette affaire, mais qu'il agit pour le compte d'un tiers, proche de la famille de Merville, dont il a promis de ne pas révéler l'identité tout en se portant garant de l'honorabilité. Holmes accepte de démarrer l'enquête tout en reprochant au gentleman ne pas lui fournir cette information importante.

### Résolution
Le détective décide de solliciter le concours de Shinwell Johnson, un ancien criminel désormais repenti, qui l'aide dans ses enquêtes depuis quelques années. Holmes demande à Johnson de se renseigner sur le baron Gruner au sein du monde criminel londonien dont il reste encore proche. En parallèle, Holmes se rend chez le baron Gruner pour rencontrer son adversaire. Celui-ci déclare à Holmes qu'il n'a aucune chance d'empêcher son union avec Violet de Merville, celle-ci étant sous l'emprise d'une suggestion post-hypnotique, et prévient le détective qu'il a déjà rendu infirme un autre homme s'étant intéressé de trop près à ses affaires.
Le soir, Johnson revient au 221B Baker Street accompagné de Kitty Winter, une jeune femme fougueuse au phrasé populaire. Celle-ci explique vouer une haine féroce au baron Gruner qui fut quelques années plus tôt son amant. Ayant profité d'elle comme de tant d'autre femmes avant de l'abandonner, le baron a provoqué sa déchéance sociale. Kitty Winter explique par ailleurs au détective que Gruner tient un livre abominable dans lequel il liste l'ensemble des personnes dont il a volontairement détruit la vie. Ce livre se trouve dans une pièce située derrière son bureau. Holmes est convaincu que cet ouvrage, s'il parvient à le récupérer, pourrait montrer à Violet de Merville la véritable personnalité de son amant. Le lendemain, Holmes parvient à obtenir une rencontre avec Violet de Merville et vient accompagné de Kitty Winter. Malgré les arguments de Holmes et l'intervention enflammée de Kitty Winter, Violet de Merville reste impassible puis congédie les deux nouveaux venus avec froideur.
Deux jours plus tard, Watson est saisi d'horreur en voyant dans la rue un vendeur de journaux brandissant une affiche intitulée « Agression meurtrière contre Sherlock Holmes ». Le docteur apprend dans le journal que Sherlock Holmes a été agressé le matin-même par deux hommes armés de cannes. Ceux-ci l'ont roué de coups en le laissant dans un état critique. Watson se précipite au 221B Baker Street où il trouve son ami en compagnie du chirurgien Leslie Oakshott. Ce dernier le rassure sur la gravité des blessures du détective, qui n'est pas en danger. Watson s'entretient avec Holmes qui souhaite profiter de la situation pour laisser croire qu'il est gravement blessé. Au cours des sept jours suivants, la presse relate ainsi des informations alarmantes sur l'état de santé du détective alors que celui-ci connaît en réalité un rétablissement progressif.
Watson apprend alors que le baron Gruner prendra un bateau dans quelques jours pour se rendre aux États-Unis. Holmes donne à Watson une journée pour étudier la porcelaine chinoise, domaine de spécialité du baron Gruner qui possède une importante collection. Le lendemain, Watson se rend chez Holmes qui lui confie une pièce rare de la dynastie Ming. Sous la fausse identité du Dr Hill Barton, Watson devra se présenter chez le baron Gruner pour s'entretenir au sujet de cette porcelaine de haute valeur.
Watson est reçu le soir-même par le baron Gruner qui, après un examen attentif de l'objet et quelques questions, ne tarde pas à soupçonner Watson d'être un émissaire de Holmes. Un bruit se fait alors entendre dans la pièce adjacente. Le baron s'y précipite. Watson a le temps d'y apercevoir Sherlock Holmes qui s'échappe par la fenêtre. Se précipitant à son tour vers la fenêtre, le baron Gruner reçoit alors au visage un jet de vitriol lancé par Kitty Winter, cachée derrière un buisson. Le baron hurle de douleur et demande de l'eau. Watson lui vient en aide en lui versant sur le visage le contenu d'une carafe. Le baron, auparavant charismatique, est désormais défiguré.
De retour à Baker Street, Watson apprend à Holmes les derniers événements survenus chez le baron. Sherlock Holmes, qui a eu le temps de s'emparer du livre compromettant du baron Gruner grâce à la diversion du Dr Watson, ignorait que Kitty Winter apporterait avec elle un flacon de vitriol, mais considère que l'accident dont a été victime le baron n'est que « la rançon du péché ». Holmes remet le livre du baron à Sir James, convoqué à Baker Street, pour que celui-ci le fasse parvenir à Violet de Merville. Avant que Sir James reparte, Watson a le temps d'apercevoir les armoiries de son coupé qui lui indiquent ainsi l'identité du client ayant chargé Sir James de cette affaire, mais Watson ne révèle aucun nom dans son récit. Trois jours plus tard, Holmes et Watson apprennent dans le Morning Post que le mariage du baron Gruner et de Violet de Merville n'aura finalement pas lieu. Kitty Winter bénéficie d'un jugement clément pour son attaque au vitriol et Sherlock Holmes n'est pas poursuivi pour son cambriolage.

## Adaptation télévisée
La nouvelle a été adaptée à la télévision britannique (BBC) en 1965 avec Douglas Wilmer dans le rôle du détective, puis en 1991 en tant qu'épisode de la série télévisée Sherlock Holmes : cet épisode est le 31e de la série, et le cinquième de la saison intitulée Les Archives de Sherlock Holmes. Elle a également été adaptée sous le même titre dans l'épisode 11 de la saison 3 de la série Elementary.

## Livre audio en français
- Arthur Conan Doyle, L'Illustre Client [« The Adventure of the Illustrious Client »], Paris, La Compagnie du Savoir, coll. « Les enquêtes de Sherlock Holmes », 2011 (EAN 3760002133850, BNF 42481154)Narrateur : Cyril Deguillen ; support : 1 disque compact audio ; durée : 1 h 9 min environ ; référence éditeur : La Compagnie du Savoir CDS110. Le nom du traducteur n'est pas indiqué.